# Exchange Square Historic District
Le quartier historique d'Exchange Square (Exchange Square Historic District) est situé à Brodhead, dans le sud de l'État américain du Wisconsin. Il a été inscrit au Registre national des lieux historiques en 1984 et au registre d'État des lieux historiques en 1989.